# Coullemelle
Coullemelle és un municipi francès situat al departament del Somme i a la regió dels Alts de França. L'any 2007 tenia 264 habitants.

## Demografia

### Població
El 2007 la població de fet de Coullemelle era de 264 persones. Hi havia 90 famílies de les quals 17 eren unipersonals (10 homes vivint sols i 7 dones vivint soles), 33 parelles sense fills i 40 parelles amb fills.
La població ha evolucionat segons el següent gràfic:
Habitants censats

### Habitatges
El 2007 hi havia 121 habitatges, 94 eren l'habitatge principal de la família, 15 eren segones residències i 12 estaven desocupats. 121 eren cases i 1 era un apartament. Dels 94 habitatges principals, 81 estaven ocupats pels seus propietaris, 12 estaven llogats i ocupats pels llogaters i 2 estaven cedits a títol gratuït; 3 tenien dues cambres, 9 en tenien tres, 26 en tenien quatre i 57 en tenien cinc o més. 80 habitatges disposaven pel capbaix d'una plaça de pàrquing. A 32 habitatges hi havia un automòbil i a 56 n'hi havia dos o més.

### Piràmide de població
La piràmide de població per edats i sexe el 2009 era:
| Homes | Edats   | Dones |
| ----- | ------- | ----- |
| 0     | 95 o +  | 0     |
| 0     | 90 a 94 | 4     |
| 0     | 85 a 89 | 4     |
| 0     | 80 a 84 | 0     |
| 0     | 75 a 79 | 0     |
| 8     | 70 a 74 | 0     |
| 0     | 65 a 69 | 16    |
| 16    | 60 a 64 | 0     |
| 4     | 55 a 59 | 4     |
| 4     | 50 a 54 | 12    |
| 8     | 45 a 49 | 4     |
| 8     | 40 a 44 | 8     |
| 4     | 35 a 39 | 16    |
| 24    | 30 a 34 | 8     |
| 0     | 25 a 29 | 8     |
| 0     | 20 a 24 | 4     |
| 8     | 15 a 19 | 0     |
| 12    | 10 a 14 | 12    |
| 16    | 5 a 9   | 12    |
| 4     | 0 a 4   | 8     |

## Economia

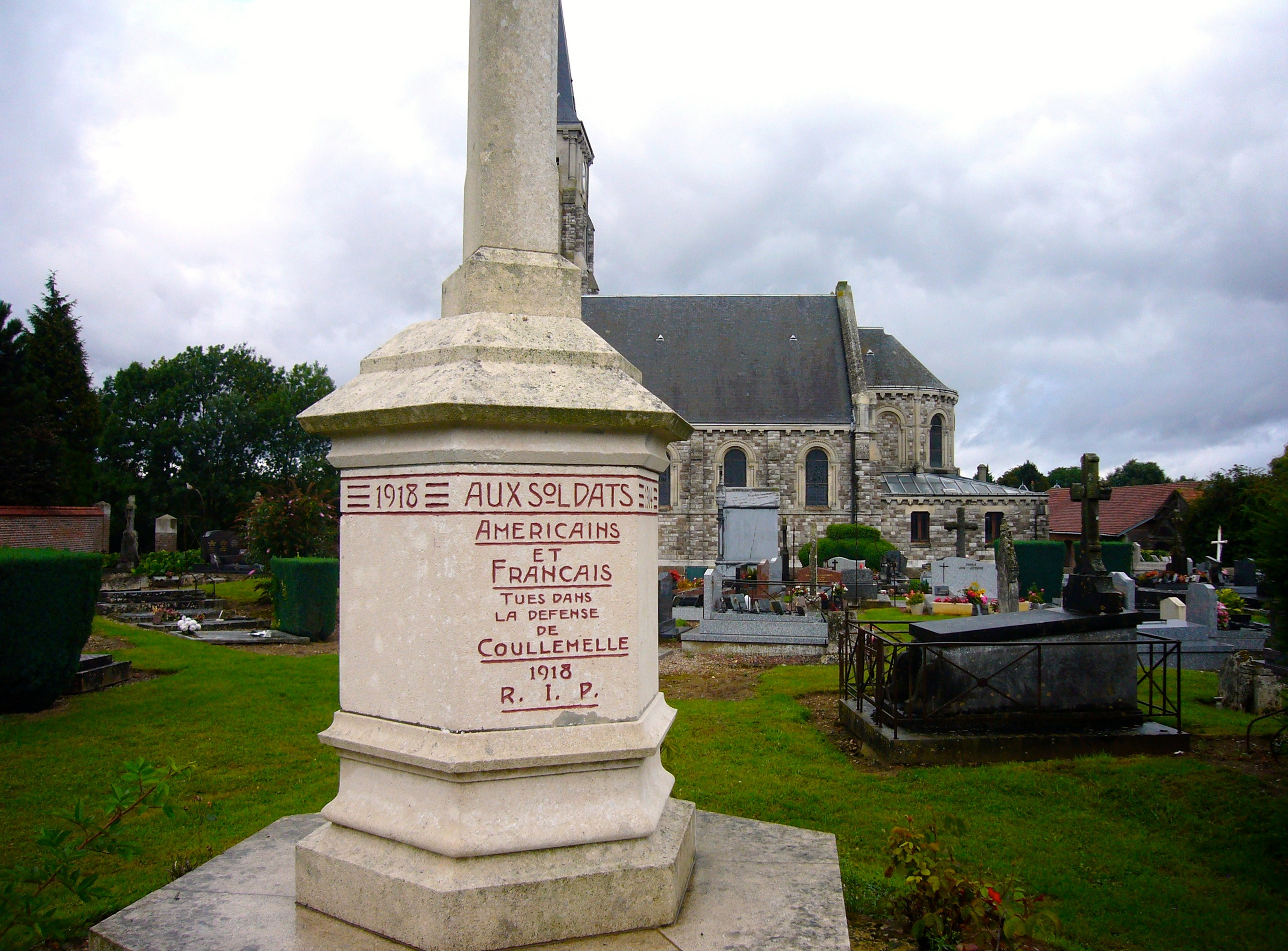

El 2007 la població en edat de treballar era de 156 persones, 128 eren actives i 28 eren inactives. De les 128 persones actives 109 estaven ocupades (59 homes i 50 dones) i 19 estaven aturades (6 homes i 13 dones). De les 28 persones inactives 13 estaven jubilades, 3 estaven estudiant i 12 estaven classificades com a «altres inactius».

### Ingressos
El 2009 a Coullemelle hi havia 109 unitats fiscals que integraven 297 persones, la mediana anual d'ingressos fiscals per persona era de 15.761 €.

### Activitats econòmiques
Dels 4 establiments que hi havia el 2007, 2 eren d'empreses de fabricació d'altres productes industrials i 2 d'empreses de construcció.
Dels 3 establiments de servei als particulars que hi havia el 2009, 1 era un paleta, 1 fusteria i 1 lampisteria.
L'any 2000 a Coullemelle hi havia 8 explotacions agrícoles que ocupaven un total de 420 hectàrees.

## Equipaments sanitaris i escolars
El 2009 hi havia una escola elemental integrada dins d'un grup escolar amb les comunes properes formant una escola dispersa.

## Poblacions més properes
El següent diagrama mostra les poblacions més properes.